# 法兰西吕伊河
法兰西吕伊河（法語：Luy de France，法語發音：[lɥi də fʁɑ̃s]，意即为“法兰西的吕伊河”），或纯音译作吕伊德法兰西河，是法国新阿基坦大区大西洋比利牛斯省的河流，长85千米，发源自利芒杜斯，于卡斯泰勒萨拉赞与贝阿恩吕伊河汇流为呂伊河。